# میمون (فیلم ۲۰۰۹)
«میمون» (سوئدی: Apan) یک فیلم درام سوئدی به کارگردانی و نویسندگی جسپر گانسلاند است که در سال ۲۰۰۹ منتشر شد. این دومین فیلم بلند گانسلاند، پس از خداحافظی فالکنبرگ از سال ۲۰۰۶ است. این فیلم با الهام از کارگردان بریتانیایی مایک لی، از روشی غیر متعارف استفاده می‌کند که در آن بازیگر نقش اول، اوله ساری، اجازه خواندن فیلمنامه را نداشت. در عوض او را به مکان‌هایی هدایت کردند و قبل از فیلم‌برداری هر صحنه به او آموزش دادند، بدون اینکه از داستان کامل تا پایان فیلمبرداری بی‌اطلاع بود. این عنوان برگرفته از حکایتی است که اریک انوکسون، آهنگساز، یک بار به کارگردان گفت، جایی که او در حین سفر در اتوبوسی به‌طور ناگهانی این احساس را پیدا کرد که همه اطرافیانش میمون هستند.

## انتشار
میمون در ۳ سپتامبر ۲۰۰۹ در جشنواره فیلم ونیز، در بخش روزهای ونیز به نمایش درآمد. سپس به عنوان بخشی از بخش پیشتاز در جشنواره بین‌المللی فیلم تورنتو در سال ۲۰۰۹ و در جشنواره بین‌المللی فیلم لندن در اکتبر ۲۰۰۹ نمایش داده شد.

## بازخوردها
در راتن تومیتوز این فیلم بر اساس رای ۸ منتقد امتیاز ۷٫۳ از ۱۰ را دارد.